# Il supermercato
Il supermercato è una sitcom del 2005, prodotta da Endemol e trasmessa da Canale 5. Successivamente è stata riproposta in replica su Mediaset Extra.

## Trama
Biagio Angiolini (Enrico Bertolino) è il proprietario del supermercato "Biagio market".
Quando una delle sue colleghe di lavoro non può più lavorare, deve far lavorare sua moglie Cinzia (Angela Finocchiaro), anche se non ha esperienza di lavoro.
Le vicende sono arricchite dai loro figli, Daniele e Martina e dallo zio Fausto (Mimmo Chianese) che collabora al Supermercato e accudisce quando può i ragazzi.
Tutte le puntate finiscono con Biagio e Cinzia sul divano.

## Personaggi
- Biagio Angiolini (Enrico Bertolino), proprietario del supermercato e marito di Cinzia.
- Cinzia (Angela Finocchiaro), moglie di Biagio e nuovo acquisto del supermercato.
- Daniele (Vincenzo Messina), figlio di Biagio e Cinzia. È un bambino di 8 anni che porta l'apparecchio per i denti.
- Martina (Lavinia Longhi), figlia di Biagio e Cinzia. È un adolescente di 17 anni che disapprova i metodi d'insegnamento dei genitori, che la ritengono ancora una bambina.
- Fausto (Mimmo Chianese), collaboratore fidato del supermercato. Zio di Biagio, è spesso il capro espiatorio di tutto quello che succede dentro e fuori dal supermercato.

## Lista degli episodi
- 1 - AAA Cinzia offresi
- 2 - La recluta Cinzia
- 3 - La zuppa inglese
- 4 - Caro prosciutto...
- 5 - Sito dolce sito
- 6 - Fatti mandare dalla nonna...
- 7 - Un'insegna per due
- 8 - Appuntamento a Ischia
- 9 - Come si dice ladro in inglese
- 10 - Un segreto per il nonno
- 11 - Domenica con scasso
- 12 - È l'ora dell'amore
- 13 - Quando il gatto non c'è
- 14 - Un tipo di topo
- 15 - Una famiglia a dieta
- 16 - A scuola d'amore
- 17 - Ciak si gira
- 18 - Un mondo perfetto
- 19 - Supersogno al Super

## Produzione
Inizialmente il nome previsto per la sitcom era Casa e Bottega.

## Riconoscimenti
Mimmo Chianese, che nella sitcom interpreta lo zio Fausto, è stato premiato a Saint Vincent con la Telegrolla come miglior interprete sitcom per il 2006.